# Bachelor of Laws
Pour les articles homonymes, voir Bachelor.
Le bachelor of Laws (LL. B.) est un grade universitaire dans le domaine du droit, délivré dans de nombreux pays.
L'enseignement du droit dans les pays de tradition universitaire anglo-saxonne est marqué par l'existence de la common law. De plus la distinction ancienne entre droit civil et droit canon, et du droit anglais et romain, perdure dans certaines appellations.
Le Bachelor of Civil Law (bachelor of civil law, BCL) fut créé dans les universités d'Oxford et de Cambridge comme un grade de la faculté supérieure de droit civil. Il correspond donc à un grade supérieur après un bachelor of arts. À Cambridge, ce grade a été renommé master en droit (master's degree of laws). Dans d'autres universités où sa création est plus récente, le bachelor en droit civil est un premier grade comparable au Bachelor of Arts. Le LL. B. est le principal grade universitaire dans les pays utilisant la common law, sauf aux États-Unis et au Canada (excluant le Québec), où on utilise le grade de Juris Doctor.
Le titulaire d'un bachelor en droit porte le titre abrégé LL. B., qui provient de l'expression latine Legum Baccalaureus.

## Canada
Au Canada cohabitent la common law et le droit civil (ce dernier au Québec, en héritage du régime français). Le LL. B., concernant la common law, est généralement préparé après un premier cycle. Le programme d'études dure trois ans. Le Bachelor of Law (abrégé en B.C.L, LL. B. ou LL. L.) concerne le droit civil au Québec, tout comme le programme de droit civil de l’Université d'Ottawa, en Ontario. Le programme d'études dure trois ans après le CEGEP.
À l'exception de la province de Québec, le LL. B. a été remplacé par le Juris Doctor. Les avocats du Canada anglais qui détiennent un LL. B. sont généralement des juristes plus âgés en raison du remplacement uniforme du LL. B. par le Juris Doctor (J.D.). Les universités du Canada anglais exigent l'obtention d'un premier grade universitaire avant d'accéder au J.D., comme c'était le cas auparavant pour le LL. B. L'expression latine Legum Licentiatus, abrégée LL. L., que l'on rend en français par licencié(e) en droit, désigne le titre universitaire du licencié (en anglais Licentiate of Laws) en droit civil de diverses universités de culture anglo-saxonne. À l'Université d'Ottawa au Canada, ce titre vise à différencier son titulaire du LL. B., le bachelor en common law. Dans certaines universités nord-américaines, on utilise parfois les initiales B.C.L. pour Bachelor of Civil Law.
À l'Université d'Ottawa, il est possible de compléter le cycle par une quatrième année, à la suite des trois ans en droit civil, afin d’obtenir un Juris Doctor (J.D.), diplôme d'études de premier cycle universitaire au Canada (second entry undergraduate degree).
Les programmes de premier cycle universitaire en droit des universités québécoises sont consacrés généralement au droit civil. À l'exception de l'Université McGill, les initiales conférés pour ce diplôme de premier cycle en droit civil est LL. B. L'Université McGill quant à elle, utilise le sigle LL. B. pour désigner le bachelor en common law et les initiales B.C.L. pour le bachelor en droit civil.

### Québec
Le diplôme LL. B. est proposé à l'Université Laval, l'Université de Montréal, l'Université de Sherbrooke et l'Université du Québec à Montréal. L'Université McGill offre un diplôme de droit civil (B.C.L.) combiné avec un diplôme de common law (LL. B., ou J.D. depuis 2019). L'Université d'Ottawa offre une licence en droit (LL. L.).
L'obtention d'un premier grade universitaire comme le Bachelor of Arts n'est pas obligatoire pour accéder au programme LL. B. au Québec. Toutefois, dans certaines facultés, près de la moitié des étudiants en ont déjà obtenu un en raison des exigences académiques et des politiques d'admission au programme.

## États-Unis
Le diplôme LL. B. a longtemps été  le principal diplôme de droit dans la plupart des pays qui appliquent le principe de la common law. Il a cependant été remplacé aux États-Unis par le titre de Juris Doctor. Les universités américaines exigent l'obtention d'un premier grade universitaire avant d'accéder au J.D., comme c'était le cas auparavant pour le LL. B.

## Royaume-Uni

### Angleterre et pays de Galles
À l'université d'Oxford et à l'université de Cambridge, le principal diplôme de droit est le Bachelor of Arts, respectivement en jurisprudence et en droit. Le Bachelor of Civil Law et le Bachelor of Laws (LL. B. récemment renommé en LL.M.) sont des diplômes de deuxième cycle universitaire.

### Pays du Commonwealth
Dans la plupart des pays du Commonwealth, le LL. B. reste le diplôme de référence pour la pratique du droit, bien que certaines universités délivrent des Bachelor of Civil Law (B.C.L.). Certaines universités de la Nouvelle-Zélande proposent des versions différentes de ce diplôme, tels que le LL. B. (Europe), qui dure généralement quatre ans et qui porte sur des sujets plus larges. Ces universités proposent également des diplômes plus spécialisés.

### Écosse
Le droit écossais diffère du droit anglais et de la common law. Quand l'Écosse est devenue une nation du Royaume-Uni à la suite de l'Acte d'Union en 1707, son système juridique est resté séparé et est toujours en usage aujourd'hui. Le droit écossais est basé sur le droit romain et le droit civil, bien qu'aujourd'hui le système soit mixte et combine droit civil et common law.
La formation professionnelle dépend de Law Society of Scotland pour les avoués ou de la Faculty of Advocates (faculté de droit) pour ceux souhaitant exercer comme avocet à la High Court of Justiciary (Haute cour de justice) ou à la Court of Session (Cour de cassation).
En premier lieu, un Bachelor of Laws en droit écossais doit être obtenu dans les universités suivantes :
- Université d'Aberdeen
- Université d'Abertay Dundee
- Glasgow Caledonian University
- Université de Dundee
- Université d'Édimbourg
- Université de Glasgow
- Napier University
- The Robert Gordon University
- Université de Stirling
- Université de Strathclyde

Après obtention du LL. B., les étudiants doivent préparer en un an un diplôme à finalité professionnelle appelé Diploma in Legal Practice (Dip LP) dans les universités d’Aberdeen, Edinburgh, Dundee et Glasgow.
Les étudiants qui souhaitent devenir avoués doivent faire un stage de deux ans dans un cabinet d'avocats. Une fois diplômés, les avoués écossais peuvent exercer en Écosse. S’ils souhaitent pratiquer dans le reste de l’Union européenne, ils doivent satisfaire les diverses directives européennes. Cependant, pour pratiquer dans le reste du Royaume-Uni, ils devront soit passer les examens nécessaires soit suivre de nouveaux cours.